# Alfonso Rodriguez
Alfonso Rodriguez, Alonso Rodriguez, född 25 juli 1532 i Segovia, Spanien, död 31 oktober 1617 i Palma, Mallorca, Spanien, var en spansk lekman inom jesuitorden. Han vördas som helgon inom Romersk-katolska kyrkan.
Rodriguez inträdde i jesuitorden vid cirka fyrtio års ålder efter att hans hustru och tre barn dött. Hans liv var inriktat på bön och självspäkning. En av de jesuiter, som kom under Rodriguez inflytande, var Petrus Claver som, på inrådan av Rodriguez, blev missionär i Sydamerika.
| ”                    | Kärlekens högsta form är att lyda Gud. | „ |
| – Alfonso Rodriguez. |                                        |   |

## Fotnoter
1. ↑  Farmer, David Hugh, The Oxford Dictionary of Saints. 3rd ed. Oxford: Oxford University Press 1992, s. 421.; The Book of Saints: A Dictionary of Servants of God. 6th ed. London: Cassell 1994, s. 29.